# L'Assistant du père Noël
Pour plus de détails, voir Fiche technique et Distribution.
L'Assistant du père Noël (titre original : Santa's Little Helper) est un film de Noël canadien, réalisé par Gil Junger, sorti en 2015.

## Synopsis
Dax est un employé d'une société de recouvrement de créances. À l'approche des fêtes, il n'obtient pas de promotion et perd son travail car il est froid et solitaire. Il perd sa maison, sa voiture et sa petite amie. Dans le même temps au Pôle Nord, le poste d'assistant du Père Noël est à pourvoir et Eleanor, une elfe, souhaite par-dessus tout ce travail.

## Fiche technique
- Titre original : Santa's Little Helper
- Titre français : L'Assistant du père Noël
- Réalisation : Gil Junger
- Scénario : James Robert Johnston et Bennett Yellin
- Pays d'origine :  Canada
- Genre : Comédie
- Durée : 91 minutes
- Dates de sortie : 
  -  États-Unis : 17 novembre 2015
  -  Royaume-Uni : 23 novembre 2015
  -  Allemagne : 23 novembre 2015

## Distribution
- Mike 'The Miz' Mizanin (VF : Anatole de Bodinat) : Dax
- AnnaLynne McCord (VF : Aurélie Nollet) : Billie
- Saraya-Jade Bevis (VF : Claire Baradat) : Eleanor
- Eric Keenleyside (VF : Jean Barney) : le père Noël
- Kathryn Kirkpatrick : la mère Noël
- Geoff Gustafson (VF : Vincent Ropion) : Fitz
- Leela Savasta : Tanya